# Triphendioxazin
Triphendioxazin ist eine heterocyclische Verbindung, bei der fünf Sechsringe linear anelliert sind. Der namensgebende Grundbaustein ist 2H-1,4-Oxazin. Zwei solcher 2H-1,4-Oxazine sind [1,2-b:4,5-b’] an einen Benzolring anelliert zum Benzo[1,2-b:4,5-b’]bis[1,4]oxazin. Die Anellierung zweier weiterer Benzolringe liefert [1,4]Benzoxazino[2,3-b]phenoxazin, das verkürzt, aber chemisch unpräzise auch Dioxazin genannt wird. (Nicht zu verwechseln mit Dioxin.)

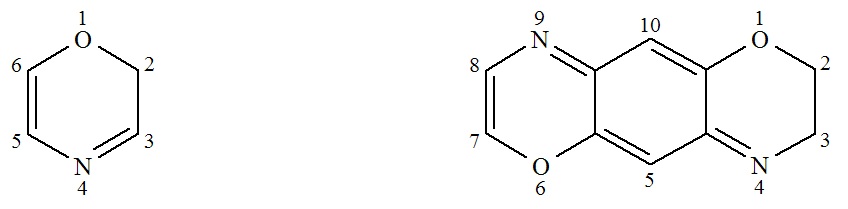
2H-1,4-Oxazin und 2,3-Dihydro[1,4]oxazino[2,3-g][1,4]benzoxazin

## Gewinnung und Darstellung
Triphendioxazin kann durch Oxidation von o-Aminophenol mit rotem Blutlaugensalz gewonnen werden.

## Eigenschaften
Triphendioxazin ist in Wasser, Ethanol, Diethylether, Aceton, Schwefelkohlenstoff, Pyridin, Benzol etc. fast ganz unlöslich, zeigt jedoch in diesen Lösungsmitteln, mit Ausnahme von Wasser, eine prachtvoll grüne Fluoreszenz. Zum Umkristallisieren eignen sich Xylol (Löslichkeit 1 : 1000 bei 140 °C), Nitrobenzol (Löslichkeit etwa 1:100 bei 200 °C), Anilin, Azobenzol, Naphthalin und ähnliche. Aus diesen Lösungsmitteln wird die Verbindung in dunkelroten, bläulich glänzenden Kristallen erhalten. Beim Erhitzen fängt der Farbstoff bei etwa 250 °C an zu sublimieren und gibt dann über 300 °C einen prachtvoll rein grünen Dampf.

## Verwendung
Triphendioxazin ist der Chromophor in Dioxazinfarbmitteln, wie zum Beispiel Carbazolviolett.
Es kann auch zur Herstellung von Solarzellen auf Basis organischer Polymere verwendet werden.